# 라뇌브빌
라뇌브빌(프랑스어: La Neuveville [la nœvvil][*]; 독일어: Neuenstadt)은 스위스 베른주의 쥐라 베르누아구에 있는 자치체로 프랑스어를 사용하는 쥐라 베르누아에 있다.

## 역사

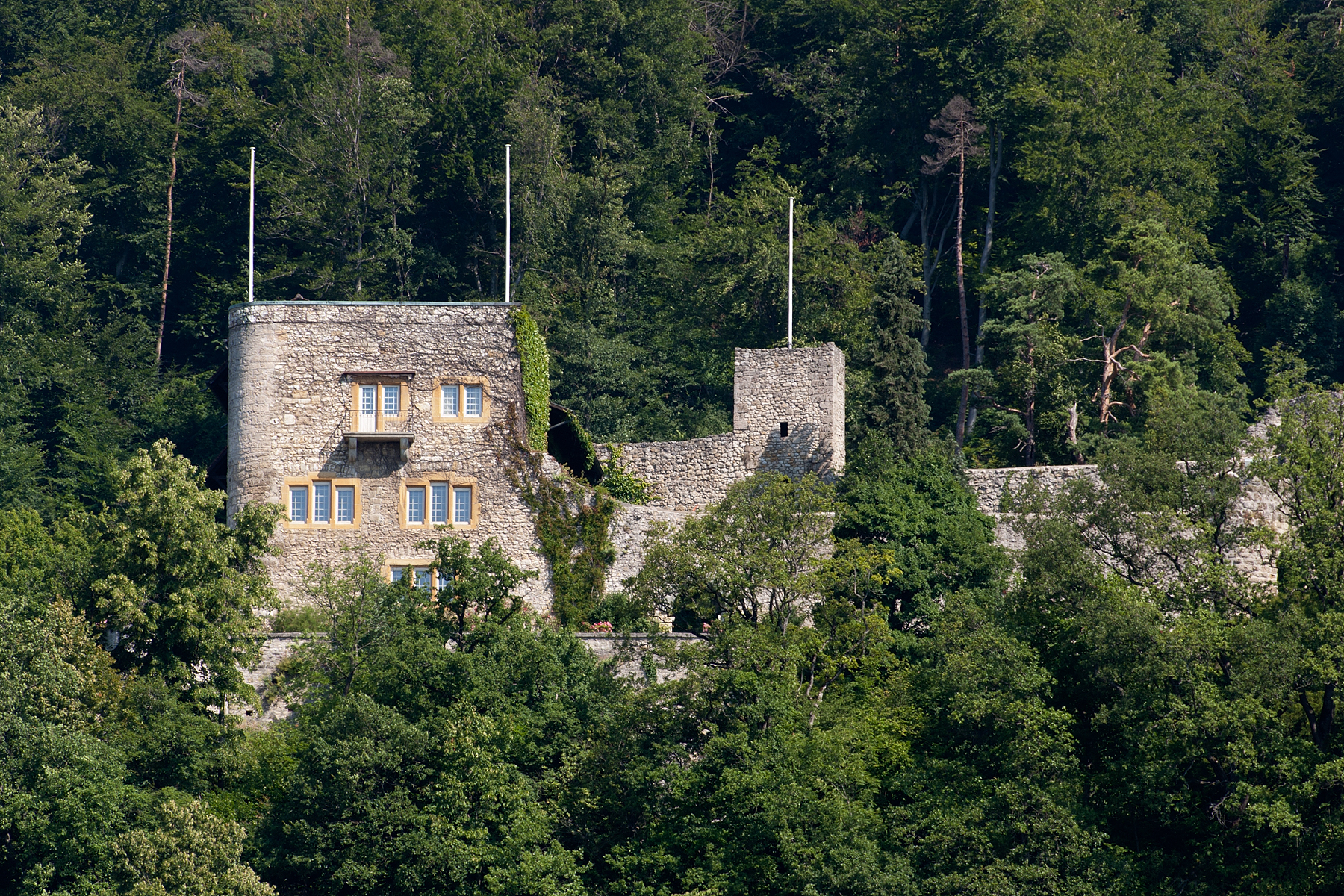
라뇌브빌 위의 슐로스베르크성

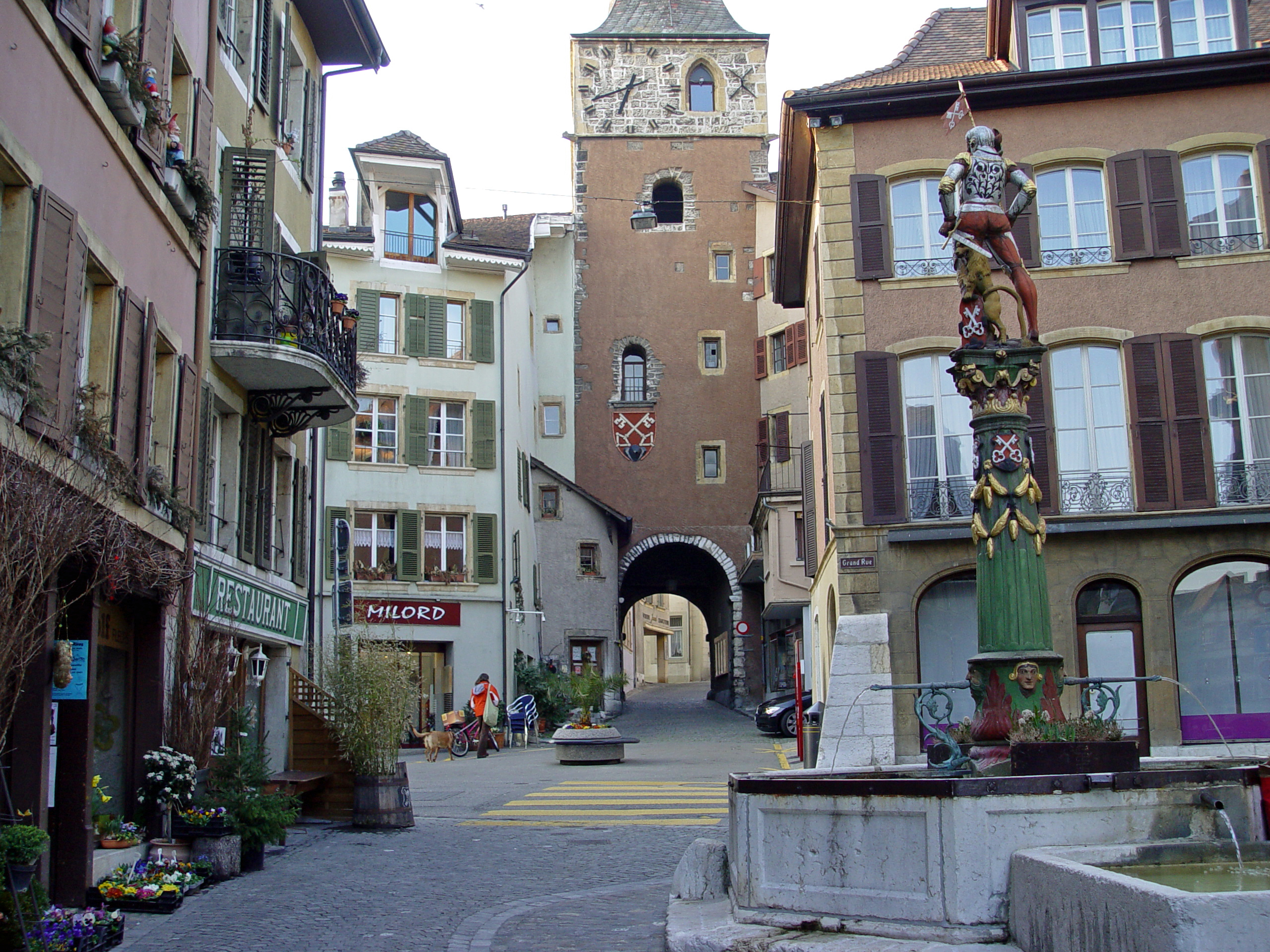
나뇌브빌시의 문

라뇌브빌은 1314년에 Nova-villa로 처음 언급되었다.
이 지역에서 가장 오래된 정착 흔적으로는 청동기 시대 도자기, 철기 시대 건물 유적 및 백색 교회 아래에서 발견된 로마 시대 유물이 있다. 교회 근처에 있는 한 쌍의 무덤은 교회가 초기 카롤링거 시대부터 그 자리에 서 있었음을 나타낸다. 교회는 로타리우스 2세 왕이 무티에-그랑발 수도원에 주었을 때 866년에 언급된다. 교회는 처음 지어진 이래로 적어도 열두 번이나 재건되거나 확장되었다. 교회의 프레스코화는 14세기와 15세기의 것이다.
999년 무티에-그랑발 수도원의 수도원장은 라뇌브빌이 세워질 곳을 포함하여 빌 호수 주변의 광범위한 토지를 바젤의 주교후에게 양도했다. 그 당시 이 지역은 누게롤(Nugerol)로 알려졌으며, 다음 세기에 걸쳐 바젤의 주교와 뇌샤텔 백작은 종종 그 땅을 놓고 다투었다. 1283-88년에 주교인 헨리 폰 이스니(Henry von Isny)는 쥐라산맥의 경사면에 슐로스베르그성을 지었다. 그의 주장을 더욱 확고히 하기 위해 1310년경에 차기 대주교인 제라르 드 비팡(Gérard de Vuippens)이 라뇌브빌이라는 마을을 설립했다. 정확한 건립일은 확실하지 않으나, 1310년에 마을의 시민이 언급되고 있으며, 이 마을은 뇌샤텔 백국령의 경계를 루즈드보강의 동쪽으로 밀어냈다.
주교후 아래 라뇌브빌은 라뇌브빌 영지의 중심이었다. 도시는 광범위한 자치권을 가지고 있었다. 1367년에 주교 요한 폰 비엔느와 베른 시 사이에 전투가 발생했다. 대주교는 베른 군대보다 먼저 슐로스베르크성으로 도피했다. 그런 다음 베른은 라 누브빌과 성을 포위했다. 라뇌브빌의 시민들은 주교후 주위에 집결하여 베른군을 몰아냈다. 이에 대한 응답으로 주교후는 1368년에 마을에 추가적인 권리와 특권을 부여했다. 마을은 자체 군 깃발에 대한 권리와 깃발에 테센베르크와 에르두엘을 부를 권리가 부여되었다. 이것은 도시에 어느 정도의 군사적 자치권을 부여했다. 증가된 자치권을 사용하여 1388년 라뇌브빌은 라뇌브빌 시민들에게 베른 시민과 동일한 권리를 부여하는 시민권 계약을 베른과 체결했다. 1395년에 그들은 빌 시와 유사한 조약을 맺었지만, 에르겔 지역에 대한 깃발 권리를 빌에게 넘겼다.
1529년과 1530년에 프랑스의 전도자 윌리엄 파렐은 라뇌브빌에서 개신교 종교 개혁의 새로운 신앙을 전파하는 데 적극적이었다. 가톨릭 주교가 소유했음에도 불구하고 새 신앙의 지지자로 남아 있었다. 17세기에 이곳은 프랑스에서 온 위그노 난민들의 중요한 기착지가 되었다. 카톨릭 노트르담 드 라솜숑 교회는 도시 카톨릭 인구를 위해 1954년에 지어졌다.
도시의 자치권이 커짐에도 불구하고 주교후와의 관계는 17세기 후반까지 양호하게 유지되었다. 1711년과 1713년 사이와 1714년과 1717년 사이에 주교후에 대한 폭동이 마을에서 정기적으로 발생했다. 주교 요한 콘라트 폰 라이나흐에 대한 소요는 결국 소란을 진정시키기 위해 베른의 개입을 필요로 했다. 1798년 프랑스 침공 이후, 라뇌브빌은 프랑스 몽테르블 데파르트망의 일부가 되었다. 3년 후인 1800년에는 오랭 데파르트망의 일부가 되었다. 나폴레옹의 패배와 비엔나 회의 이후, 라뇌브빌은 1815년에 베른주에 할당되었다. 베른 권위 아래 이 도시는 처음에 에를라흐구의 일부였으며, 드 라 뇌브빌구의 수도가 되었다.
이 도시에는 17세기에 시작된 라틴어 학교가 있었다. 18세기에 외국 학생들을 위한 기숙학교가 문을 열었다. 19세기에 시계 산업은 라뇌브빌에 정착했다. 오늘날 도시의 약 36%가 여전히 시계 산업에 종사하고 있다. 다른 주요 산업은 마을 위의 햇볕이 잘 드는 쥐라 슬로프에서 자라는 84.8ha의 포도밭을 관리하는 것이다.

## 지리

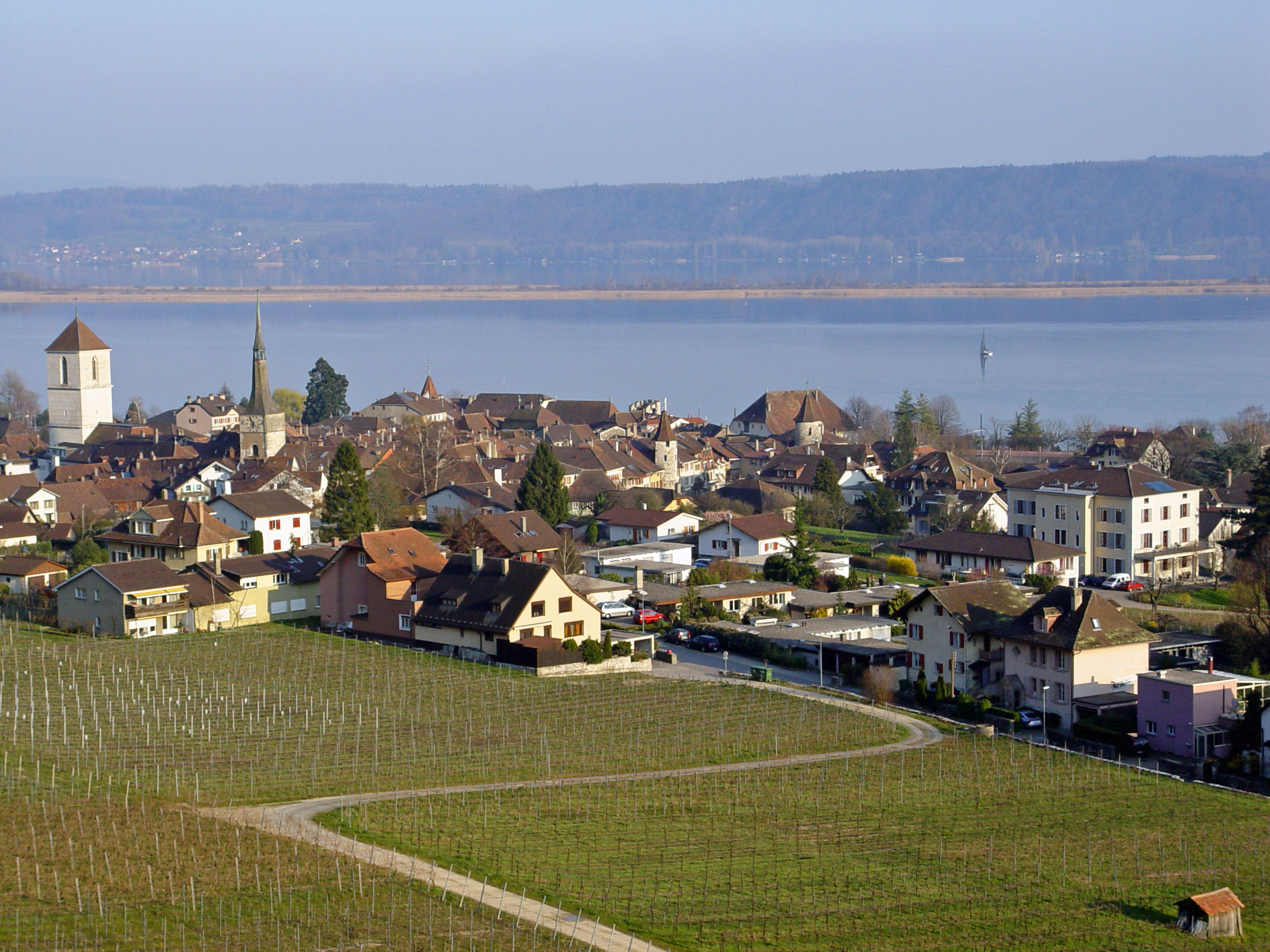
라뇌브빌 타운과 주변 포도밭과 빌호

라뇌브빌의 면적은 6.78k㎡이다. 2012년 기준으로 총 1.26k㎡ (18.5%)가 농업용으로 사용되며, 4.27k㎡ (62.6%)가 산림이다. 나머지 토지 중 1.25k㎡ (18.3%)가 정착(건물 또는 도로), 0.01k㎡ (0.1%)가 강 또는 호수이고, 0.02k㎡ (0.3%)는 비생산적인 토지이다.
같은 해 주택과 건물이 10.3%, 교통 인프라가 5.7%를 차지했다. 산림을 제외한 모든 산림면적은 울창한 산림으로 덮여 있다. 농경지 중 3.8%는 목초지이고, 13.8%는 과수원이나 포도나무 작물에 사용된다. 시정촌의 모든 물은 호수에 있다.
그것은 빌호의 호반에 위치하고 있다. 라뇌브빌의 인구는 약 3400명에 불과하지만 중세 도시는 구시가지 법령(Stadtrecht)에 따라 법적으로 도시의 지위를 가지고 있다. 시정촌은 비엘 호수 기슭과 쥐라산맥의 Chasseral 봉우리 사이에 위치하고 있다. 그것의 서쪽 경계는 뇌샤텔주이다. 라뇌브빌 마을과 Chavannes 마을로 구성되어 있다.
2009년 12월 31일, 수도였던 뇌브빌 지구는 해산되었다. 다음 날 2010년 1월 1일에 새로 설립된 Arrondissement 행정 구역 쥐라 bernois에 합류했다.

## 인구통계

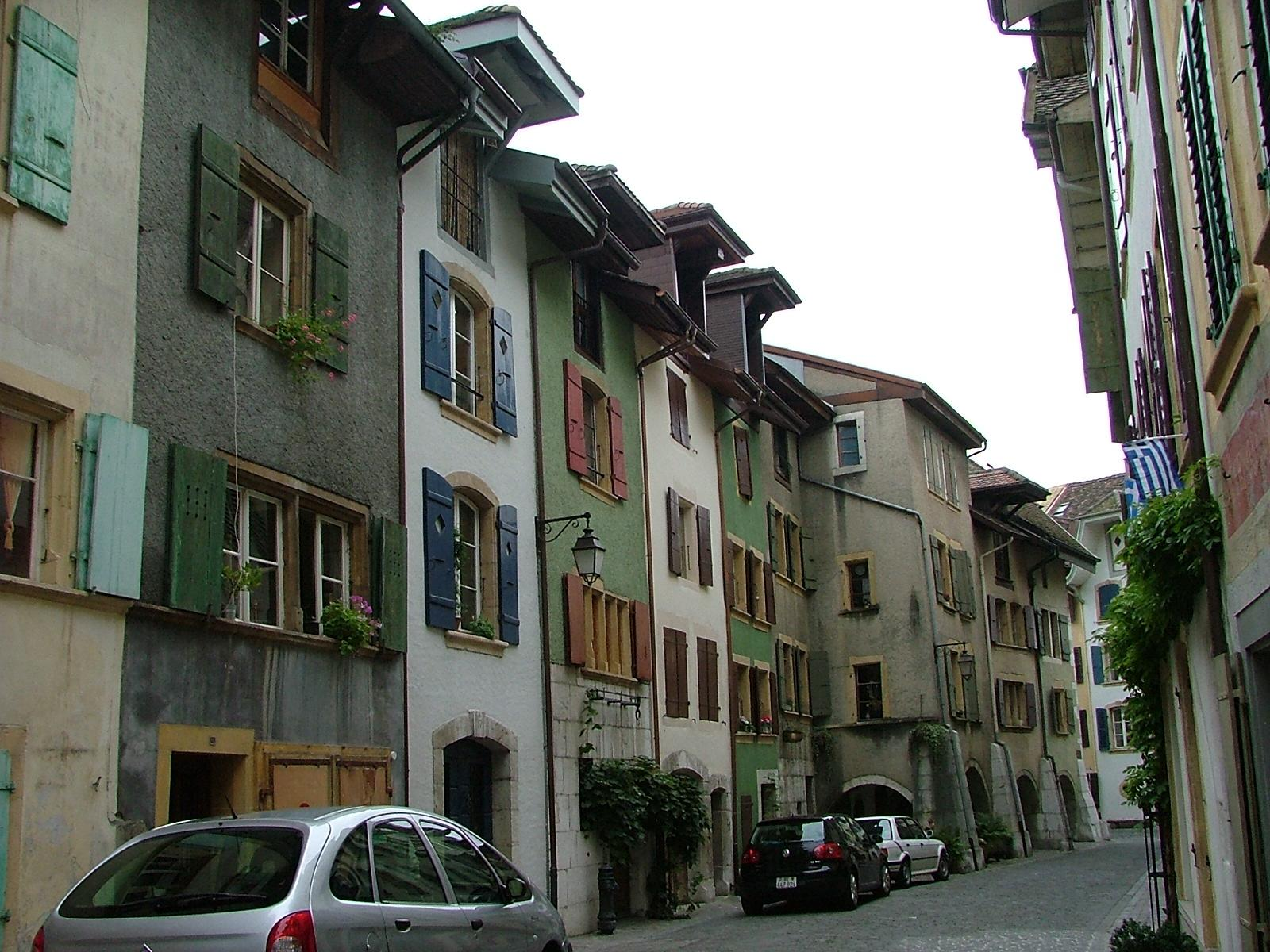
라뇌브빌 구시가지

2020년 12월 기준, 라뇌브빌의 인구는 3,780명이다. 2010년 기준으로 인구의 16.5%가 거주하는 외국인이다. 지난 10년(2001-2011) 동안 인구는 1.6%의 비율로 변화했다. 이민은 0.8%, 출생 및 사망은 0.2%를 차지했다.
2000년 기준, 인구 대부분인 2,644명(76.7%)이 프랑스어를 모국어로 사용하고, 독일어가 540명(15.7%)으로 두 번째로 많이 사용하고, 이탈리아어가 100명(2.9%)으로 세 번째로 사용된다. 로만슈어를 구사하는 사람이 3명 있다.
2008년 기준으로 인구는 남성 47.7%, 여성 52.3%이다. 인구는 1,348명의 스위스 남성(인구의 38.6%)과 320명(9.2%)의 비스위스계 남성으로 구성되었다. 스위스 여성은 1,572명(45.0%), 비스위스계 여성은 255명(7.3%)이었다. 시정촌 인구 중 904명(약 26.2%)이 라뇌브빌에서 태어나 2000년에 그곳에 살았다. 같은 주에서 태어난 893명(25.9%)이 있었고, 910명(26.4%)이 스위스 타지에서 태어났다. 607명(17.6%)이 스위스 밖 외국에서 태어났다.
2011년 기준으로 아동·청소년(0~19세)이 20.9%, 성인(20~64세)이 58.8%, 노인(64세 이상)이 20.3%를 차지한다.
2000년 기준으로 시정촌에 미혼이거나, 독신인 사람은 1,401명이다. 기혼자는 1,604명, 미망인은 263명, 이혼한 사람은 177명이었다.
2010년 기준 1인 가구는 552가구, 5인 이상 가구는 84가구이다. 2000년 기준으로 영구임대된 아파트는 총 1,411채(전체의 85.7%)였으며, 성수기 아파트는 174채(10.6%), 공실은 62채(3.8%)였다. 2010년 기준 신규주택 건설률은 인구 1,000명당 0.6세대였다.  2012년 시정촌 공실률은 1.46%였다.
역사적 인구는 다음 차트에 나와 있다.

### 종교

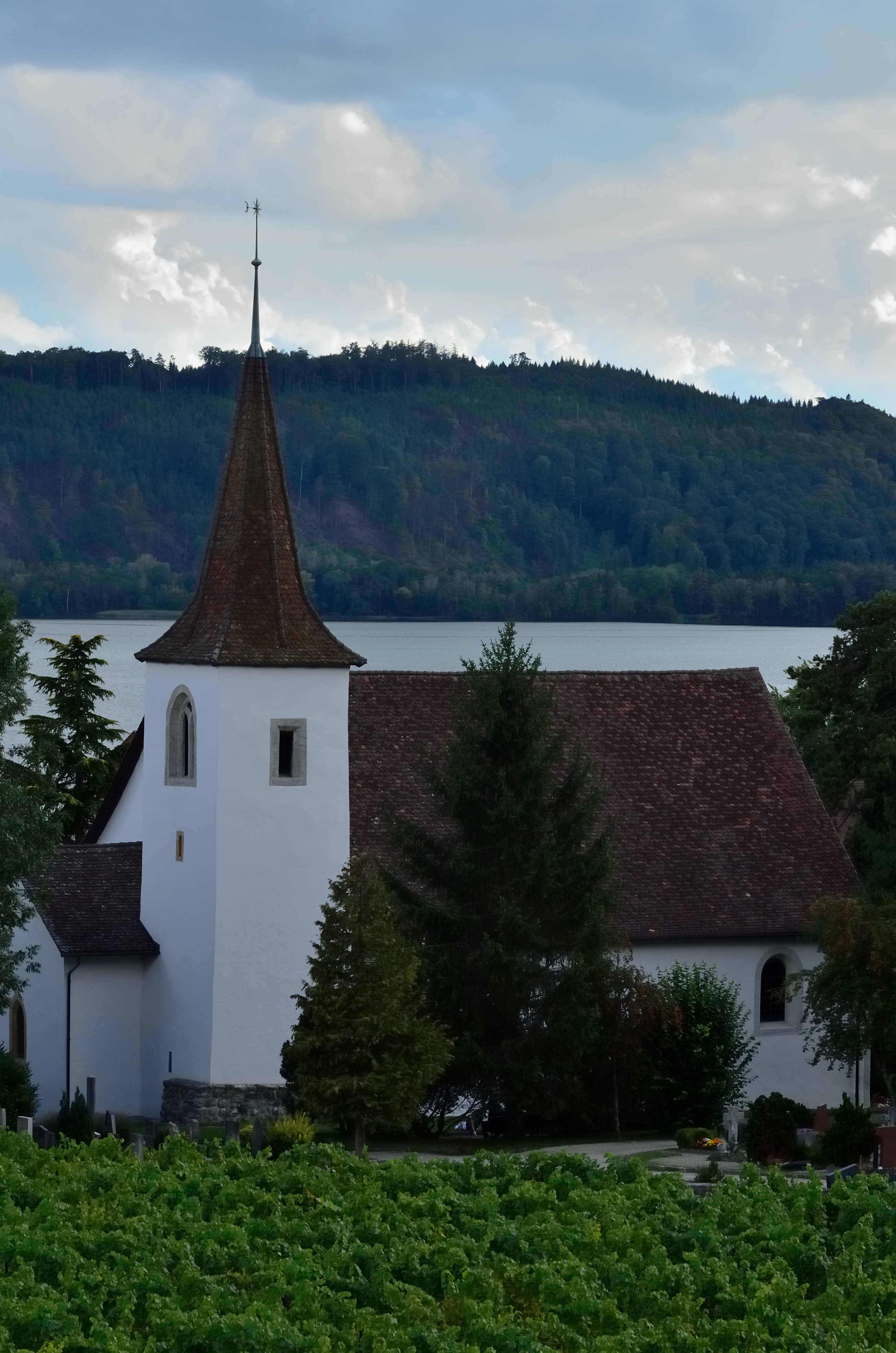
라뇌브빌의 백색 교회

2000년 인구 조사에서 1,596명(46.3%)이 스위스 개혁 교회에 속했고, 947명(27.5%)이 로마 가톨릭 신자였다. 나머지 인구 중 정교회 교인이 22명(인구의 약 0.64%), 크리스찬 가톨릭 교회 교인이 7명(인구의 약 0.20%)이 있었고, 다른 기독교 교회에 속한 개인이 305명(약 8.85%)이 있었다. 유대인은 2명(또는 인구의 약 0.06%)이었고, 무슬림은 83명(또는 인구의 약 2.41%)이었다. 불교 2명, 힌두교 1명, 다른 종교에 속한 5인이 있었다. 487명(인구의 약 14.14%)이 교회에 속하지 않고, 불가지론자 또는 무신론자이며, 140명(인구의 약 4.06%)이 질문에 대답하지 않았다.

## 볼거리
역사적인 도시의 관심 장소는 Schlossberg, 도시 성벽, 군사 방어 타워 및 흰색 교회이다. 1476년 그랑손 전투 이후 스위스군이 노획한 부르고뉴 대포는 현재 라누브빌의 박물관에 보관되어 있다. 그것은 세계에서 가장 큰 중세 포병 컬렉션 중 하나이다.

### 국가 중요 문화재
백색 개혁 교회, Cour Gléresse(Hof Ligerz라고도 함), Fontaines Des Bannerets, 도시 성벽, Hôtel de Ville(시청), Maison de Berne 및 Maison des Dragons는 다음과 같이 나열된다. 국가적으로 중요한 스위스 문화유산. 라뇌브빌의 구시가지 전체와 Chavannes의 작은 마을은 스위스 유산 목록의 일부이다.

## 정치
2011년 연방 선거에서 가장 인기 있는 정당은 29.2%의 득표율을 기록한 사회민주당(SP)이었다. 다음으로 가장 인기 있는 3개 정당은 FDP이다. 자유당 (19.2%), 스위스 인민당(SVP) (17.4%), 녹색당(13%)이다. 이번 연방 총선에서는 총 1,016표가 나왔고, 투표율은 42.1%였다.

## 경제

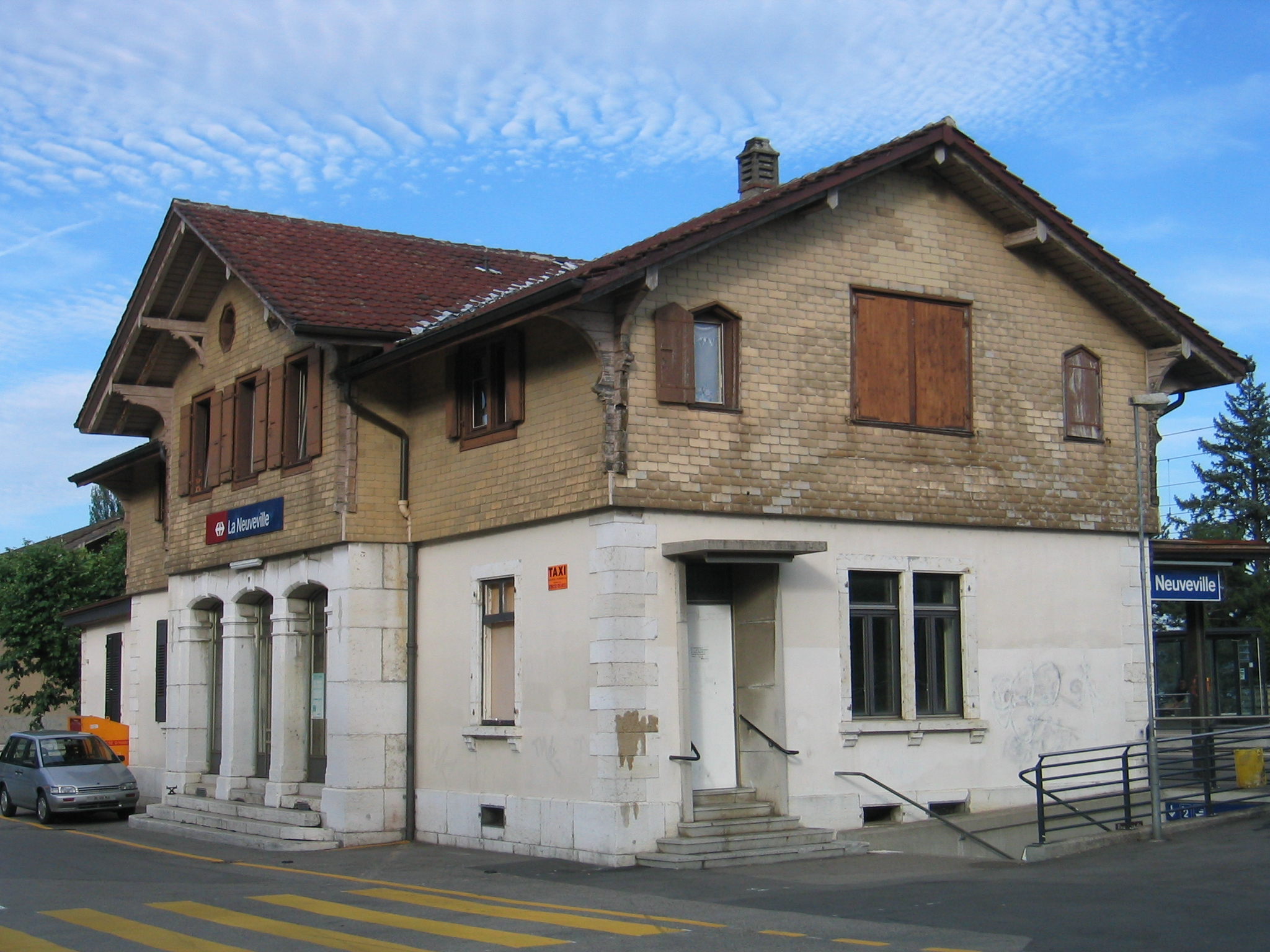
라뇌브빌역

2011년 현재 라뇌브빌의 실업률은 1.7%이다. 2008년 기준으로 시정촌에 고용된 사람은 총 1,468명이다. 이 중 1차 경제 부문에 48명이 고용되었고, 이 부문에 약 20개 기업이 참여했다. 578명이 2차 부문에 고용되었고, 이 부문에 44개의 기업이 있었다. 842명이 3차 부문에 고용되었으며, 이 부문에는 127개의 기업이 있다. 시정촌 주민은 1,650명으로 일정 정도 고용되었으며, 그중 여성이 전체 노동력의 43.8%를 차지하였다.
2008년에는 총 1,223개의 정규직에 상응하는 일자리가 있었다. 1차 부문의 일자리 수는 34개였으며, 모두 농업에 종사했다. 2차 부문의 일자리 수는 536개로 그 중 제조업이 451개(84.1%), 건설업이 69개(12.9%)였다. 3차 부문의 일자리 수는 653개였다. 3차 부문에서; 도소매업 123개(18.8%), 자동차 수리업 48%(7.4%), 호텔이나 레스토랑 66개(10.1%), 정보산업 13(2.0%), 15개(2.3%)가 보험 또는 금융 산업, 61 또는 9.3%가 기술 전문가 또는 과학자, 50개(7.7%)가 교육, 223개(34.2%)가 의료 분야였다.
2000년에는 시정촌으로 통근하는 근로자가 809명, 출퇴근한 근로자가 928명이었다. 지자체는 근로자의 순 수출국으로, 들어오는 1명당 약 1.1명의 근로자가 지자체를 떠나고 있다. 총 722명의 근로자(시 전체 근로자 1,531명의 47.2%)가 라뇌브빌에 거주하고 일했다.
근로 인구 중 13.5%가 출퇴근용 대중교통을 이용했고, 56.2%가 자가용을 이용했다.
2011년에 라뇌브빌의 기혼 거주자에 대한 평균 세율은 12.4%였으며, 미혼 거주자의 세율은 18.2%였다. 비교를 위해 2006년 전체 주 평균 비율은 13.9%, 전국 비율은 11.6%였다. 2009년에 지자체에 총 1,538명의 납세자가 있었다. 그중 603개가 연간 75,000CHF 이상을 벌어들였다. 1년에 1만 5천에서 2만 사이를 버는 사람은 9명이었다. 라뇌브빌에 있는 75,000 CHF 이상 그룹의 평균 수입은 132,219 CHF인 반면, 스위스 전체의 평균은 130,478 CHF였다.

## 교육
라뇌브빌에서는 인구의 약 48.4%가 비필수 중등교육을 이수하고, 23.5%가 추가 고등교육(대학 또는 응용학문대학)을 완료했다. 인구 조사에 나와 있는 특정 형태의 고등교육을 이수한 518명 중 59.8%가 스위스 남성, 29.2%가 스위스 여성, 7.5%가 비스위스계 남성, 3.5%가 비스위스계 여성이었다.
베른주 학교 시스템은 1년의 의무 없는 유치원, 6년의 초등학교를 제공한다. 이후 3년 동안의 의무적 중학교 과정을 거쳐 학생을 능력과 적성에 따라 구분한다. 중학교 이하 학생들은 추가 교육을 받거나 견습 과정에 들어갈 수 있다.
2011-12학년도 동안 총 510명의 학생들이 라뇌브빌의 수업에 참석했다. 시정촌에는 총 79명의 학생이 있는 4개의 유치원 수업이 있었다. 유치원생 중 15.2%는 스위스의 영주권 또는 임시 거주자(시민권 아님)였으며, 17.7%는 교실 언어와 다른 모국어를 사용한다. 지자체에는 11개의 초등 학급과 190명의 학생이 있었다. 초등학교 학생 중 18.9%는 스위스의 영주권 또는 임시 거주자(시민권 아님)였으며, 22.1%는 교실 언어와 다른 모국어를 사용한다. 같은 해에 총 241명의 학생이 있는 12개의 중학교가 있었다. 14.5%가 스위스의 영주권자 또는 임시 거주자(시민이 아님)였으며, 17.4%는 교실 언어와 다른 모국어를 사용했다.
2000년 기준으로, 시정촌의 모든 학교에 다니는 학생은 총 922명이다. 그중 472명은 지자체에 거주하여 학교에 다녔고, 450명은 다른 지자체에서 왔다. 같은 해에 112명의 주민들이 시외 학교에 다녔다.
라뇌브빌에는 지방 도서관이 있다. 도서관은 (2008년 현재) 20,099권의 책 또는 기타 매체를 보유하고 있으며, 같은 해에 32,395개 항목을 대출했다. 그해에는 주당 평균 10시간씩 총 216일을 열었다.

## 교통
지자체는 교통이 잘 발달되어 있다. 빌/비엔과 뇌샤텔을 연결하고, 도심 교통체증을 완화시키는 A5 고속도로에 있다.
1860년 12월 3일, 빌/비엔에서 르 랑데롱까지 철도가 개통되어 라뇌브빌역을 통과하는 오늘날의 쥐라풋선의 일부를 형성한다.
라뇌브빌에서 몽타뉴 드 데스의 커뮤니티까지 포스트버스가 운행된다.
이 도시는 빌 호수에 작은 항구가 있으며, 빌 호수에 정기 보트망과 연결되어 있다.